# Sin parar de pecar
Sin parar de pecar es el tercer álbum de estudio de la banda española de heavy metal Lujuria y fue lanzado por la discográfica Locomotive Music en 1999.   Fue republicado en 2001 y 2004 por la misma compañía.
Lujuria realizó antes de la grabación de este disco una gira llamada «Sex On Tour», con apoyo de Locomotive Music.  Poco tiempo después, la banda sufrió el robo de todos sus instrumentos musicales que casi los lleva a abandonar su proyecto. Con todo y este contratiempo, el grupo logró grabar Sin parar de pecar, haciéndolo en los Estudios Box, en Madrid, España.
Este álbum contiene once temas, incluyendo el tema «Vamos muy bien» de la agrupación española de heavy metal Obús, en el cual el vocalista de esta banda Fructuoso ‹Fortu› Sánchez participó en la grabación de esta canción.

## Lista de canciones
Todos las canciones fueron escritas por Lujuria, excepto donde se indica lo contrario.

| Side one |                                  |                   |          |  |
| N.º      | Título                           | Escritor(es)      | Duración |  |
| 1.       | «Tentación»                      |                   | 1:15     |  |
| 2.       | «Sin parar de pecar»             |                   | 4:32     |  |
| 3.       | «Jekill & Mrs. Hyde»             |                   | 3:55     |  |
| 4.       | «Vull Cardar»                    |                   | 2:55     |  |
| 5.       | «La dieta del vicio»             |                   | 3:13     |  |
| 6.       | «Corazón de heavy metal»         |                   | 3:27     |  |
| 7.       | «Sperman»                        |                   | 3:44     |  |
| 8.       | «Masoquismo»                     |                   | 2:48     |  |
| 9.       | «Ya están aquí»                  |                   | 3:57     |  |
| 10.      | «Vamos muy bien» (cóver de Obús) | Fructuoso Sánchez | 3:03     |  |
| 11.      | «Milagro»                        |                   | 3:46     |  |

## Créditos

### Lujuria
- Óscar Sancho — voz
- Julio Herranz — guitarra líder
- Jesús Sanz — guitarra rítmica
- Javier Gallardo — bajo
- César Frutos — batería

### Músico adicional
- Fructuoso Sánchez — voz (en la canción «Vamos muy bien»)